# Адольф Иоганн II
Адольф Иоганн II (нем. Adolf Johann II von Pfalz-Zweibrücken-Kleeburg; 21 августа 1666 или 13 августа 1666, Бад-Бергцаберн, Южный Вайнштрассе — 27 апреля 1701 или 25 февраля 1701, Лайузе (замок), Йыгевамаа) — 4-й пфальцграф Пфальц-Клебургский (1689—1701).

## Биография
Адольф Иоганн II родился в 1666 году в Бад-Бергцаберне. Старший сын Адольфа Иоганна I (1629—1689), пфальцграфа Пфальц-Клебургского (1654—1689), и графини Эльзы Элизабет Браге (1632—1689). Он стал преемником своего отца в 1689 году. В 1690 году он был на австрийской службе полковником в австрийской армии. После восшествия на престол Карла XII он вернулся в Швецию. Он принимал участие в в высадке на Зеландии и в Битве при Нарве. Адольф Иоганн II умер в замке Лаис в 1701 году и был похоронен в Стокгольме. Так как он никогда не женился и не имел детей, то ему наследовал его брат Густав Цвейбрюккенский.